# سان فيتو
سان فيتو، (بالإنجليزية:  San Vito)‏، (سردينيا: Saint Vitus)، هي بلدية في مقاطعة جنوب سردينيا، في إقليم سردينيا الإيطالي، وتقع على بعد حوالي 45 كم (28 ميل) شمال شرق كالياري.

## السكان
في سنة 1861 بلغ عدد السكان 2٬865 نسمة، وتطور العدد ليصل في سنة 2011 لـ 3٬822 نسمة.
يظهر هذا المخطط البياني تطور النمو السكاني لـ سان فيتو

## أعلام
- لويغي لاي